# Mathias Delorge
Mathias Delorge Knieper [uitspraak: 'mɑtjɑs 'dəlɔrʒə 'knipər] (Sint-Truiden, 31 juli 2004) is een Belgisch voetballer die onder contract ligt bij KAA Gent. Hij speelt als aanvallende middenvelder.

## Carrière
Delorge genoot zijn jeugdopleiding bij STVV. In november 2020 trainde hij voor het eerst mee met de eerste ploeg. Twee maanden later ondertekende hij op zijn zestiende zijn eerste profcontract bij STVV. In juni 2021 was hij een van de vier jongeren die van trainer Bernd Hollerbach mee op zomerstage naar Nederland mochten.
Op 10 april 2022 maakte hij in het shirt van deze club zijn profdebuut: op de slotspeeldag van de reguliere competitie liet trainer Bernd Hollerbach hem in de 85e minuut invallen voor Christian Brüls. In de zomer van 2022 viel hij een paar maanden out met een gescheurde meniscus.
Op 31 januari 2023 werd Delorge tot het einde van het seizoen uitgeleend aan Lierse Kempenzonen. Hier kwam hij in de promotie-playoffs in alle wedstrijden in actie – op de eerste speeldag tegen RWDM nog als invaller, daarna telkens als basisspeler. Op de vijfde speeldag pakte hij in de 1-2-nederlaag tegen Club NXT rechtstreeks rood na een fout op Daniel Pérez, dit leverde hem evenwel geen schorsing op. Op de zevende speeldag scoorde hij in het 2-2-gelijkspel tegen de RSCA Futures zijn eerste profgoal.
Bij zijn terugkeer bij STVV kreeg Delorge meteen zijn kans van de nieuwe trainer Thorsten Fink. De middenvelder liet zich meteen gelden bij de Truienaars: op de tweede competitiespeeldag leverde hij de assist af voor het doelpunt van Jarne Steuckers in de 0-1-zege bij KV Kortrijk, op de vierde competitiespeeldag was hij in het 2-2-gelijkspel tegen KAA Gent goed voor een goal en een assist.

## Clubstatistieken
| Seizoen         | Club                 | Land            | Competitie         | Competitie | Competitie | Beker | Beker | Supercup | Supercup | Europees | Europees | Totaal | Totaal |
| Seizoen         | Club                 | Land            | Competitie         | Wed.       | Dlp.       | Wed.  | Dlp.  | Wed.     | Dlp.     | Wed.     | Dlp.     | Wed.   | Dlp.   |
| --------------- | -------------------- | --------------- | ------------------ | ---------- | ---------- | ----- | ----- | -------- | -------- | -------- | -------- | ------ | ------ |
| 2021/22         | STVV                 | Vlag van België | Jupiler Pro League | 1          | 0          | 0     | 0     | —        | —        | —        | —        | 1      | 0      |
| 2022/23         | STVV                 | Vlag van België | Jupiler Pro League | 0          | 0          | 0     | 0     | —        | —        | —        | —        | 0      | 0      |
| 2022/23         | → Lierse Kempenzonen | Vlag van België | Eerste klasse B    | 10         | 1          | 0     | 0     | —        | —        | —        | —        | 10     | 1      |
| 2023/24         | STVV                 | Vlag van België | Jupiler Pro League | 40         | 1          | 0     | 0     | —        | —        | —        | —        | 40     | 1      |
| Carrière totaal | Carrière totaal      | Carrière totaal | Carrière totaal    | 51         | 2          | 0     | 0     | 0        | 0        | 0        | 0        | 51     | 2      |

Bijgewerkt op 3 juli 2024.

## Privé
- Delorge is de zoon van Peter Delorge, die jarenlang voor STVV speelde en er later diverse functies invulde. Ook zijn oom Kristof Delorge was voetballer.
- Zijn jongere broer Lucas maakte in 2023 de overstap van de jeugdopleiding van STVV naar die van Club Brugge.[14]